# 新卡萊爾 (印地安納州)
新卡萊爾（英語：New Carlisle）是一個位於美國印地安納州聖約瑟夫縣的城鎮。

## 人口
根據2010年美國人口普查的數據，新卡萊爾的面積為5.24平方千米，當中陸地面積為5.24平方千米，而水域面積為0.00平方千米。當地共有人口1,861人，而人口密度為每平方千米355人。